# Sierniki (województwo kujawsko-pomorskie)
Sierniki – wieś w Polsce położona w województwie kujawsko-pomorskim, w powiecie nakielskim, w gminie Kcynia.

## Podział administracyjny
W latach 1975–1998 miejscowość położona była w województwie bydgoskim.

## Demografia
Według Narodowego Spisu Powszechnego (III 2011 r.) liczyła 136 mieszkańców. Są, wespół z Rozpętkiem (136 mieszkańców), 30. co do wielkości miejscowością gminy Kcynia.

## Zabytki
Według rejestru zabytków NID na listę zabytków wpisany jest zespół dworski z 2. połowy XIX w., nr rej.: A/1170 z 15.01.1986:
- dwór, 1876 r.
- park, przełom XVIII/XIX w.